# Gumalevo
Gumalevo (makedonska: Гумалево) är en ort i Nordmakedonien. Den ligger i kommunen Zelenikovo, i den centrala delen av landet, 23 kilometer sydost om huvudstaden Skopje. Gumalevo ligger 393 meter över havet och antalet invånare är 194.